# Annales (Cincio Alimento)
Gli Annales (Annali) sono un'opera dello storiografo romano Lucio Cincio Alimento. L'opera, di cui rimane un ridottissimo numero di frammenti, peraltro non testuali, fu composta nel periodo della seconda guerra punica. Nella composizione degli Annales e nel reperimento del materiale necessario alla stesura dell'opera, Alimento poté rifarsi alle testimonianze degli Annales pontificum, ai documenti ufficiali e privati, ai trattati e agli elogia, nonché alle proprie esperienze personali. Poté inoltre far riferimento all'opera del coevo Quinto Fabio Pittore e a quella dello storico greco Timeo di Tauromenio.
Come lo stesso Pittore, Alimento scrisse la sua opera in greco, in modo tale che potesse essere fruibile presso tutti i popoli del Mediterraneo su cui Roma si andava affermando. L'espansione territoriale dell'Urbe, inoltre, rendeva necessaria la ricostruzione di tutta la storia romana, in modo tale che la politica militare di Roma potesse essere giustificata. Poco prima, infatti, Filino di Agrigento, discepolo di Timeo di Tauromenio, aveva pubblicato un'opera storica favorevole ai Cartaginesi, e lo stesso Annibale aveva presso di sé due storici, Sosilo e Sileno, incaricati di stilare il resoconto delle sue imprese.
Nonostante, dunque, gli intenti propagandistici e la necessità di dimostrare la buona fede dei Romani, Alimento seppe scrivere un'opera cui gli antichi riconobbero una certa onestà: egli raccontò con diligenza la storia di Roma dalle leggendarie origini fino alla seconda guerra punica. I suoi Annales, che fissano la fondazione di Roma al 729 a.C., benché tenuti presenti da Livio, non goderono della stessa considerazione di quelli di Fabio Pittore.